# St. Georg (Untereschach)

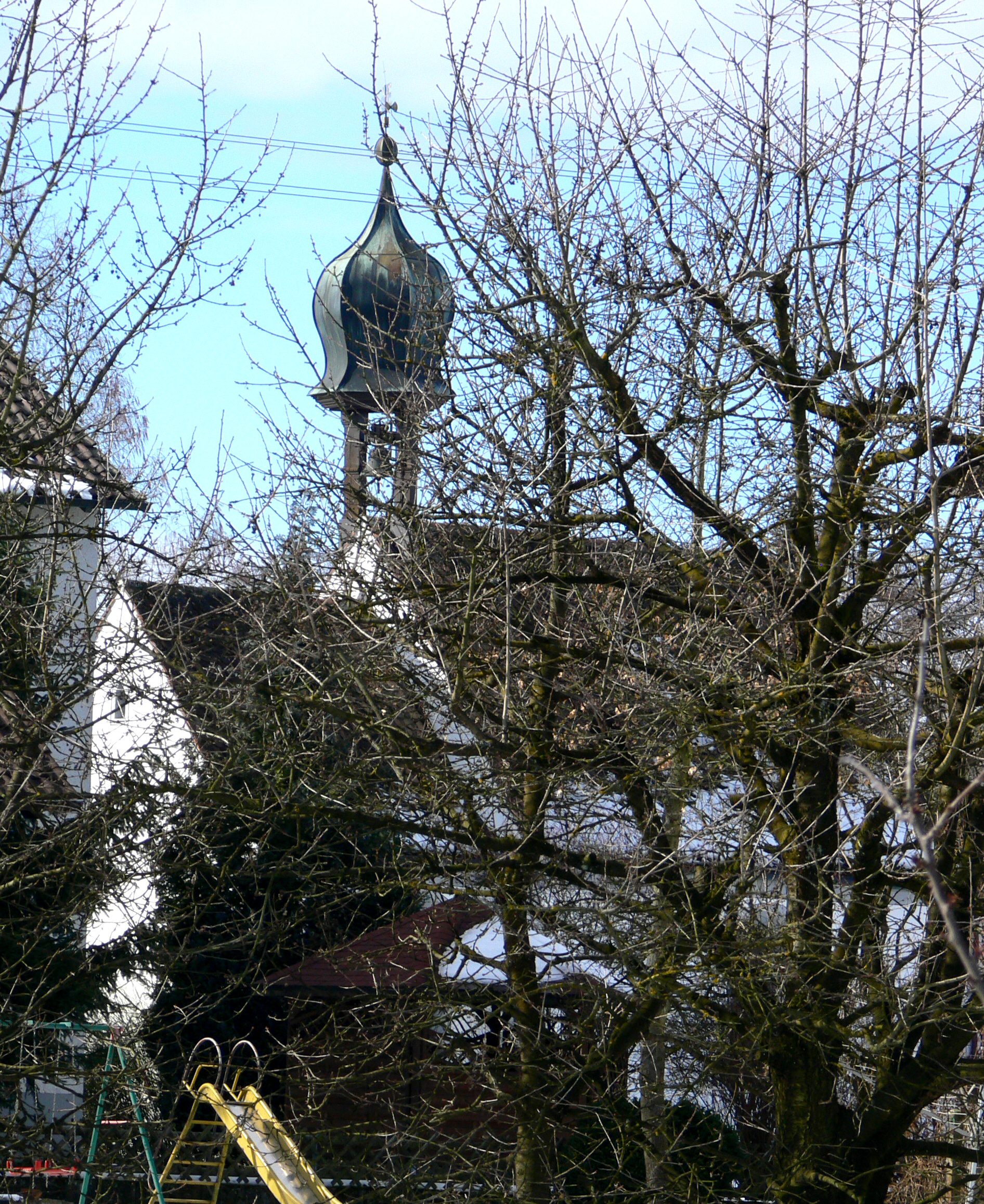
St. Georg in Untereschach

Die römisch-katholische Kapelle St. Georg steht in Untereschach, einem Ortsteil der Kreisstadt Ravensburg im Landkreis Ravensburg in Baden-Württemberg. Sie ist beim Landesamt für Denkmalpflege Baden-Württemberg als Baudenkmal eingetragen. Die Kirchengemeinde gehört zum Dekanat Allgäu-Oberschwaben in der Diözese Rottenburg-Stuttgart.

## Beschreibung
Die Kapelle wurde nach einem Brand 1616 wieder aufgebaut. Sie besteht aus einem Langhaus und einem eingezogenen, gerade geschlossenen Chor im Osten. Aus dem Satteldach des Langhauses erhebt sich im Osten ein offener Dachreiter, in dem eine Kirchenglocke hängt, und der mit einer Zwiebelhaube bedeckt ist.
Im Innenraum des Chors wurden Wandmalereien restauriert, u. a. eine Gregorsmesse. Eine Pietà vom Ende des 15. Jahrhunderts stammt aus dem Umfeld von Michel Erhart.